# Hydriomena lolata
Hydriomena lolata là một loài bướm đêm trong họ Geometridae.